# Vente Fortsas

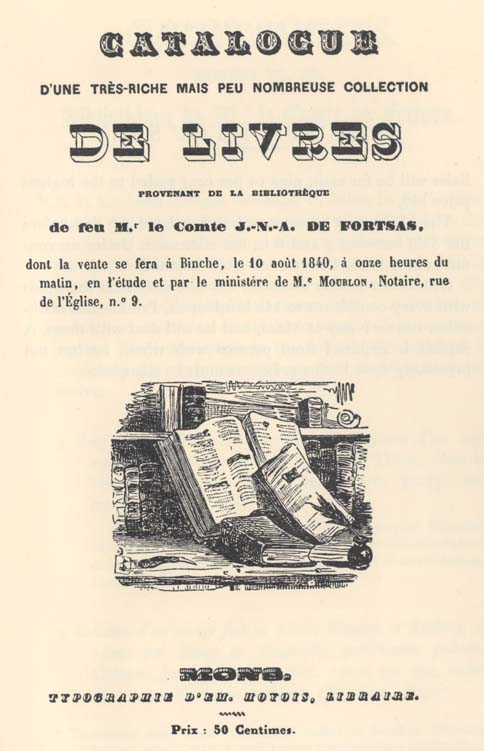
Couverture du catalogue Fortsas

La vente Fortsas est un incident survenu à Binche, en Belgique, en 1840. Au cours de l'été, des libraires, des bibliothécaires et des bibliophiles de toute l'Europe reçurent un catalogue qui présentait une collection de livres rares qui devaient être vendus aux enchères.
Le catalogue prétendait que « Jean Népomucène Auguste Pichauld, comte de Fortsas » collectionnait les livres uniques, c'est-à-dire des livres dont il existait un seul exemplaire connu. À sa mort, le 1er septembre 1839, il en aurait possédé 52 différents. Peu intéressés par la bibliophilie, ses héritiers auraient décidé de vendre la collection aux enchères. La vente devait avoir lieu le 10 août 1840.
Le jour dit, de nombreux collectionneurs et érudits se rendirent à Binche dans l'espoir d'enchérir. Ils découvrirent cependant que l'office notarial où la vente aux enchères devait avoir lieu n'existait pas, pas plus que la rue dans laquelle ses bureaux étaient censés se trouver. Des avis affichés dans tout Binche affirmaient qu'il n'y aurait finalement pas de vente aux enchères, car la bibliothèque municipale avait acquis la collection. Mais ceux qui tentèrent de se rendre à la bibliothèque pour voir les livres constatèrent que Binche ne possédait aucune bibliothèque publique. On découvrit ensuite que le comte de Fortsas n'avait jamais existé non plus.
Il fut finalement révélé que le canular avait été planifié et exécuté par le juriste, photographe et numismate Renier Hubert Ghislain Chalon, qui aimait jouer des tours élaborés aux érudits ; il était notamment membre de la Nouvelle Société des agathopèdes, une société savante burlesque dont les membres partageaient un certain goût pour le canular.
Ironiquement, le catalogue original de livres uniques fictifs que Chalon avait envoyé à ses victimes est lui-même devenu un objet recherché par les bibliophiles, qui a donné lieu à plusieurs réimpressions.